# Kromatična aberacija
Kromatična aberacija ali zarisba je optična napaka, ki se pojavi na fotografijah zaradi različnega loma svetlobe posameznih valovnih dolžin. Napaka nastane zato, ker leča ne more zbrati svetlobe različnih valovnih dolžin v isti točki. Lomni količnik namreč pada z rastočo valovno dolžino svetlobe, zaradi tega imajo leče različne lomne količnike za različne valovne dolžine. Vsaka barva ima tako svoje gorišče.

Goriščna razdalja modre svetlobe je namreč krajša od goriščne razdalje rdeče svetlobe, zato se lahko na močno kontrastnih delih fotografije pojavijo vijolični robovi. Kromatična aberacija se lahko odpravi z lečami z različnimi lomnimi količniki.

## Odpravljanje zarisbe
Zarisbo se poskuša bolj ali manj uspešno odpraviti s kombinacijo dveh tankih leč, ki sta v kontaktu (glej sliko na levi). Obe leči sta tudi iz različnih materialov. Najbolj pogosta je kombinacija dveh leč iz kronskega in kremenčevega stekla. Pri tem se uporablja Abbejevo število (merilo za disperzijo snovi) za določanje goriščne razdalje leče.